# Mikroregion São Joaquim da Barra

Mikroregion São Joaquim da Barra

Mikroregion São Joaquim da Barra – mikroregion w brazylijskim stanie São Paulo należący do mezoregionu Ribeirão Preto.

## Gminy
- Guaíra
- Ipuã
- Jaborandi
- Miguelópolis
- Morro Agudo
- Nuporanga
- Orlândia
- Sales Oliveira
- São Joaquim da Barra